# Paradorodocia excavata
Paradorodocia excavata är en skalbaggsart som beskrevs av Olivier Montreuil 2010. Paradorodocia excavata ingår i släktet Paradorodocia och familjen Rutelidae. Inga underarter finns listade i Catalogue of Life.